# Taygetis leuctra
Espèce
Taygetis leuctra est une espèce de papillons de la famille des Nymphalidae, de la sous-famille des Satyrinae et du genre Taygetis.

## Dénomination
Taygetis leuctra a été décrit par Arthur Gardiner Butler en 1870.

### Noms vernaculaires
Taygetis leuctra se nomme Leuctra Satyr en anglais.

## Description
Taygetis leuctra est un papillon aux ailes postérieures dentelée au  dessus de couleur ocre doré. 
Le revers comporte une partie basale ocre doré puis marron et une partie postdiscale blanc beige nacré avec une ligne d'  ocelles gris et ocre à l'aile antérieure, marron ou noir pupillés de blanc et cernés de beige à l'aile postérieure.

## Écologie et distribution
Taygetis leuctra est présent au Mexique, au Venezuela, à Panama,,.

### Protection
Pas de statut de protection particulier.